# Heinrich Ley
Heinrich Ley (* 3. August 1872 in Hannover; † 25. Dezember 1938 in Münster) war ein deutscher Chemiker.
Ley studierte ab 1891 Naturwissenschaften und Chemie an der Universität Würzburg und der Technischen Hochschule Hannover mit der Promotion in Würzburg bei Arthur Hantzsch 1895 (Über den Einfluss der Temperatur auf die Geschwindigkeit intramolekularer Reaktionen bei raumisomeren Stickstoffverbindungen). 1899 habilitierte er sich in Würzburg (Studien über die hydrolytische Dissociation der Salzlösungen) und war dort ab 1900 Privatdozent. 1903 wechselte er, Hantzsch folgend (dessen Assistent er war), als Privatdozent an die Universität Leipzig, an der er 1907 nichtplanmäßiger außerordentlicher Professor für Chemie wurde. 1911 wurde er planmäßiger außerordentlicher Professor und 1912 ordentlicher Professor für Chemie an der Universität Münster.
1911 schlug er den Begriff innere Komplexsalze vor.

## Schriften
Mehrere Artikel im Handbuch der Physik
- Studien über die hydrolytische Dissociation der Salzlösungen, Zeitschrift für physikalische Chemie, Bd. 30, 1899
- Die Verseuchung der Reinwasserleitung durch Rücksaugung, ihre Verbreitung und Verhinderung, Düsseldorf 1908.
- Die Beziehungen zwischen Farbe und Konstitution bei organischen Verbindungen unter Berücksichtigung der Untersuchungsmethoden, Leipzig: Hirzel 1911.
- Beziehungen zwischen Absorption und chemischer Konstitution unter besonderer Berücksichtigung der Lösungsspektren und des optischen Gebietes, Berlin 1927.
- Merkbuch über Hausentwässerung, Düsseldorf 1927.